# And the Glass Handed Kites
And the Glass Handed Kites is het vierde studioalbum van de Deense muziekgroep Mew. Het verscheen najaar 2005 in Europa en in zomer 2006 in de Verenigde Staten. Het album zou eerst worden uitgegeven onder naar Circuitry of the Wolf en later Saviour of Jazz Ballet, maar uiteindelijk werd voor Mew and the Glass Handed Kites gekozen. Hoewel er nog sprake is van indierock neigt de muziek door de suiteachtige opbouw van het album naar progressieve rock en dan met name de tracks 13 en 14.

## Musici
- Jonas Bjerre- zang, gitaar
- Silas Utke - slagwerk
- Graae Jorgenson - slagwerk
- Johan Wohlert- basgitaar (laatste album)
- Bo Madsen – gitaar

met medewerking van:
- Bo Sande – flugelhorn op 2 en 3; trompet op 13 en 14
- Lasse Maritzen – hoorn op 2, 3 en 14
- Rebecca Stahl – sopraanstem op 2 en 8
- J. Mascis – achtergrondzang op 3 en 10
- Damon Tutunjan – gitaar op 5 en
- een Mew-koortje op track 13.

## Composities
1. "Circuitry of the Wolf" – 2:45
2. "Chinaberry Tree" – 3:33
3. "Why Are You Looking Grave?" – 3:50
4. "Fox Cub" – 1:15
5. "Apocalypso" – 4:46
6. "Special" – 3:12
7. "The Zookeeper's Boy" – 4:43
8. "A Dark Design" – 3:29
9. "Saviours of Jazz Ballet (Fear Me, December)" – 3:18
10. "An Envoy to the Open Fields" – 3:40
11. "Small Ambulance" – 1:05
12. "The Seething Rain Weeps for You (Uda Pruda)" – 4:18
13. "White Lips Kissed" – 6:45
14. "Louise Louisa" – 7:20
15. "Forever and Ever"
16. "Shiroi Kuchibiru No Izanai (White Lips Kissed)".

De laatste twee tracks verschenen alleen op de Japanse versie.
Van het album werd een aantal singles getrokken waarvan geen de Nederlandse Top 40 haalde:
- "Apocalypso" (18 juli 2005)
- "Special" (19 september 2005)
- "Why Are You Looking Grave?" (6 februari 2006)
- "The Zookeeper's Boy" (17 april 2006)

## Hoes
De hoes werd speciale kwaliteiten toegeschreven; men vond deze over het algemeen een van de slechtste en lelijkste platenhoezen ooit. (zie).
1. ↑  Pitchfork